# Porsche Tennis Grand Prix 1998 - Doppio
Il doppio del Porsche Tennis Grand Prix 1998 è stato un torneo di tennis facente parte del WTA Tour 1998.
Martina Hingis e Arantxa Sánchez-Vicario erano le detentrici del titolo, ma solo la Sánchez-Vicario ha partecipato in coppia con Anna Kurnikova.
La Kournikova e la Sánchez-Vicario hanno perso in finale 6–4, 6–2 contro Lindsay Davenport e Nataša Zvereva.

## Teste di serie
1. Lindsay Davenport /  Nataša Zvereva (campionesse)
2. Lisa Raymond /  Rennae Stubbs (quarti di finale)
3. Elena Lichovceva /  Jana Novotná (semifinali)
4. Anna Kurnikova /  Arantxa Sánchez-Vicario (finale)

## Tabellone

### Legenda
| - Q = Qualificato - WC = Wild card - LL = Lucky loser | - ALT = Alternate - SE = Special Exempt - PR = Protected Ranking | - w/o = Walkover - r = Ritirato - d = Squalificato |